# モチリン
モチリン（Motilin）は、小腸のMo細胞から分泌されるペプチドホルモンである。モチリンは、胃腸の運動の生理的周期性運動亢進サイクルを増大させ、ペプシンの生産を刺激させる。モチリンの分泌作用の制御については未だよく解明されていないが、十二指腸のアルカリがモチリン放出の刺激になっているという説が提唱されている。低pHでは、胃の筋肉運動を抑制し、高pHでは、促進作用を持っている。
ヒト以外では、ブタ、ラット、ウシ、およびネコの胃腸、およびウサギの中枢神経系にモチリン受容体が発見されている。

## モチリン作動薬類
エリスロマイシンと同族のマクロライド系抗生物質は、非ペプチドモチリン作動薬類として機能し、胃腸の蠕動運動を刺激するときに使われる。低投与量のエリスロマイシンは、モチリンの分泌を促し、結果的に胃腸の蠕動や下痢を引き起こす。しかし、慢性使用には、抗生物質活性を含むエリスロマイシンは適切ではない。抗生物質の乱用はモチリン様作用のみでなく、腸内細菌叢の異常をきたし、腹痛や下痢といった症状をきたすこともあり得る。

成長ホルモン分泌促進物質受容体とモチリン受容体はDNAの52%を共有しており、これらの受容体の作動薬類はグレリンと呼ばれ、モチリン作動薬類と同様の効果を持つ。そのため、エリスロマイシンをベースにした新モチリン作動薬類は、余分である。